# Лисья бухта
Ли́сья бу́хта (укр. Лисяча бухта, крымскотат. Tilki körfezi, Тильки корьфези) — залив Чёрного моря между горными массивами Кара-Даг и Меганом в Крыму. Лисья бухта находится под горным массивом Эчки-Даг.
Является частью регионального ландшафтного парка Лисья бухта – Эчки-Даг, созданного в 2008 году площадью 1561 га.

## Рельеф окрестностей

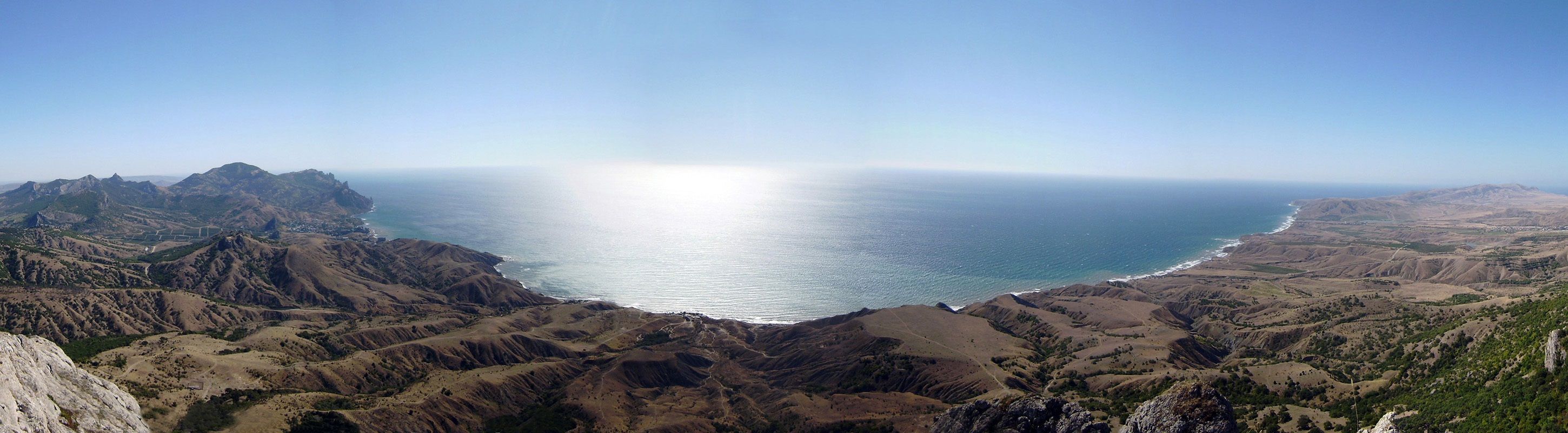
Вид на Лисью бухту с Эчки-Дага

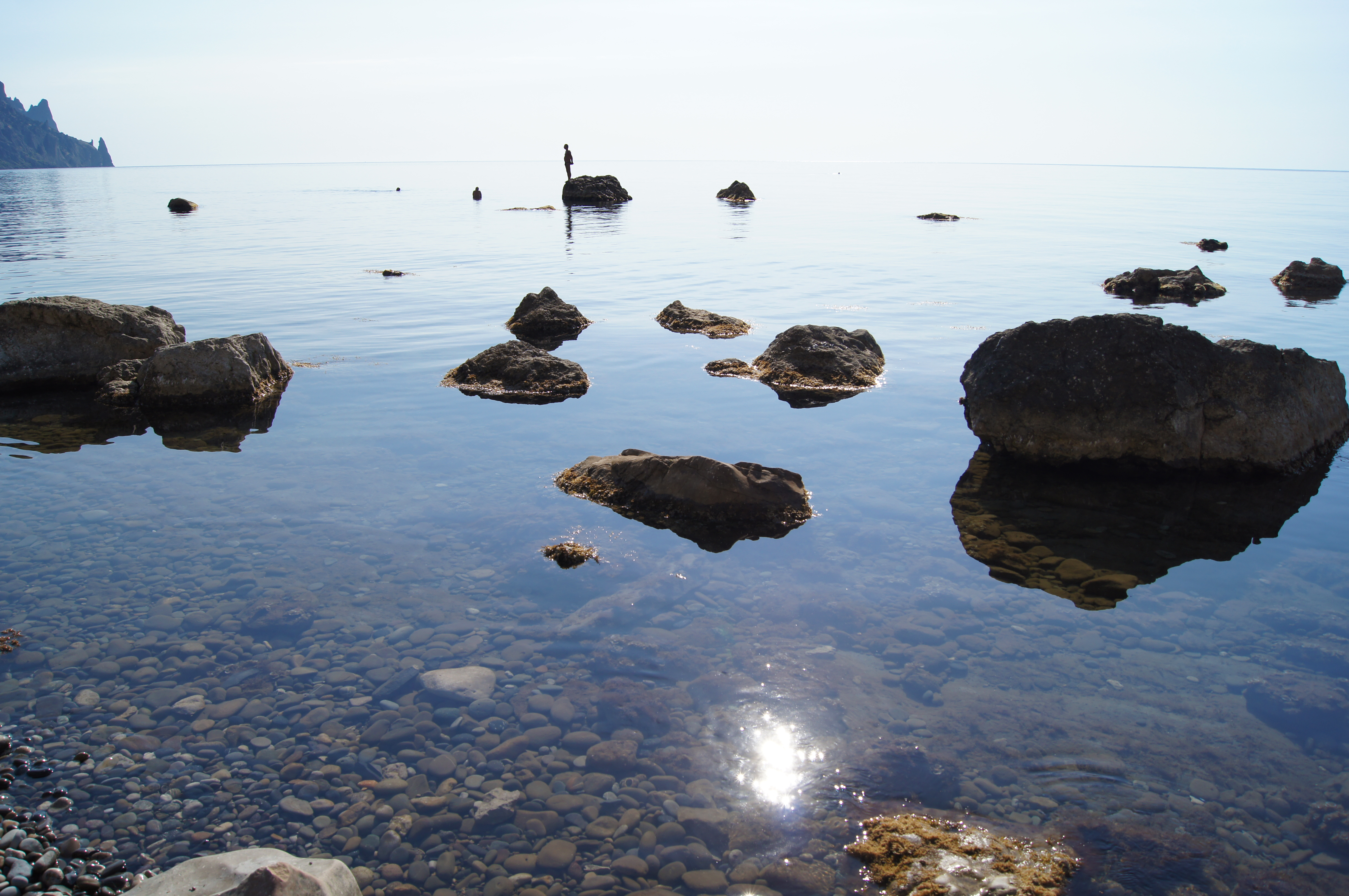
Камни в Лисьей бухте

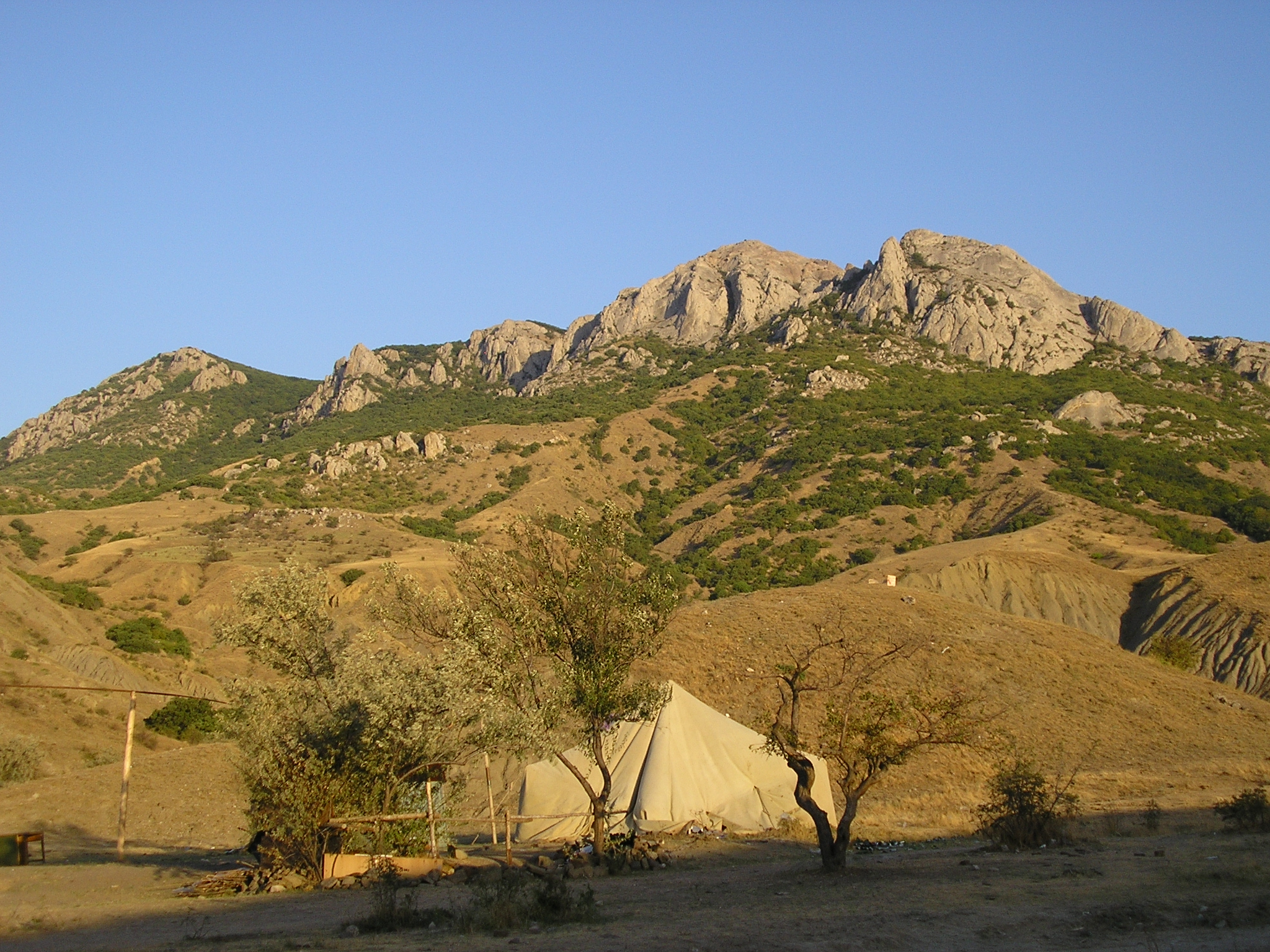
Вид на Эчки-Даг из Лисьей бухты

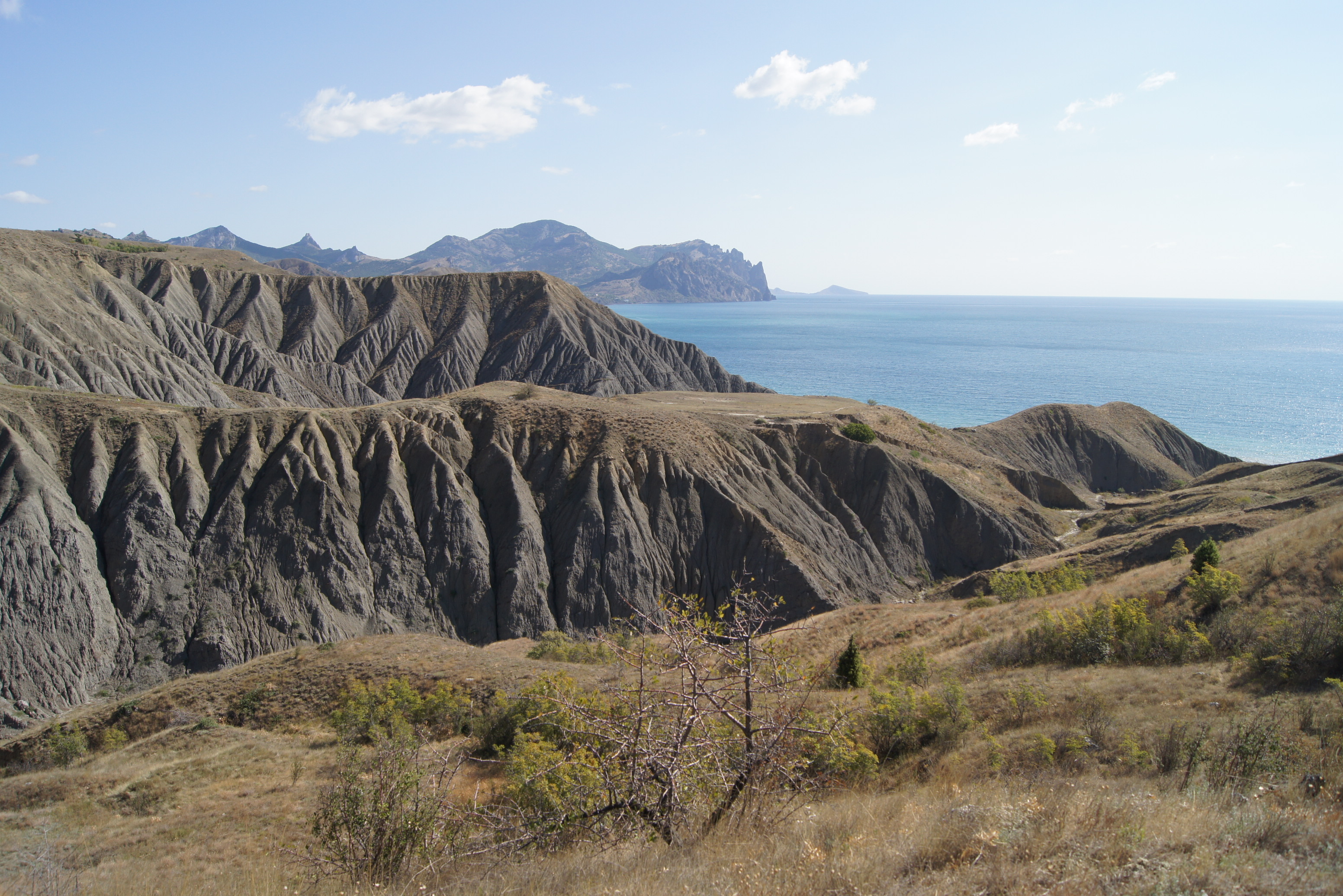
«Лисья бухта — Эчки-Даг», г. Судак, г. Феодосия

Протяжённость Лисьей бухты составляет приблизительно 4—5 километров. На побережье бухты находится горный хребет Эчки-Даг, что в переводе с крымскотатарского означает «козья гора» (eçki — коза, dağ — гора). Эчки-Даг имеет две вершины: Кокуш-Кая — «индюшиная скала» (крымскотат. köküş — индюк, qaya — скала) — 570 метров и Кара-Оба — «чёрный холм» (крымскотат. qara — чёрный, oba — холм) — 670 метров. Гора Эчки-Даг — одна из самых высоких в округе.
Рельеф побережья Лисьей бухты — изрезанный, перепады высот очень значительные, составляют сотни метров. Множество плато, холмов и скал. В районе горы Эчки-Даг находятся два источника (Верхний источник и Нижний источник), знаменитое «Ухо Земли» (крымскотат. Yerniñ Qulağı) — пещера глубиной более ста метров. Кроме этого, из особенностей Лисьей бухты можно отметить её малоосвоенность: в окрестностях нет зданий, только палатки, которых с каждым годом становится всё меньше. Дороги только грунтовые.
В летнее время на побережье открыты несколько переносных магазинов с небогатым выбором пищи, образуют небольшой рынок. В Лисьей бухте находится один из наиболее известных пляжей натуристов на всём Южном берегу Крыма. В последние годы побережье со стороны посёлка Курортное все больше застраивается «дикими» гаражами и эллингами.
Здесь снимался фильм «Новая Земля»
В 2007 году Верховный Совет Автономной Республики Крым принял постановление об объявлении Лисьей бухты с прилегающей природной территорией и морской акваторией ландшафтным заказником местного значения «Лисья бухта — Эчки-Даг».
Некоторые спуски и тропы побережья Лисьей бухты очень обрывисты и опасны. Возможна прямая угроза жизни при нахождении в состоянии опьянения во время спусков и подъёмов по горам.
В Лисьей бухте находится большое количество серой вулканической глины (также называемую «килом»), которую используют для принятия грязевых ванн.

## Этимология названия
Существует предположение, что название происходит от морской лисицы. Но местные старожилы уверяют, что прежде бухту называли «Лысой» из-за обнажённых береговых уступов, возвышающихся над ней. Если посмотреть в сторону Лисьей бухты с Экологической тропы Карадага (под Святой горой), холм Маяк кажется похожим на застывшую у моря Лисицу. Нос обвалился в море огромной известняковой глыбой (Крабий мыс)

## Фауна
Из живности можно отметить наличие мидий на некоторых камнях восточного побережья, крабов и большого количества чаек.
В последние годы, как и практически везде в Чёрном море, на побережье расплодились рапаны, истребляющие мидий и прочих мелких двустворчатых моллюсков. В Лисьей бухте обитают сколопендры, редкие виды змей, множество ящериц, из членистоногих: пауки (каракурты, тарантулы), редко — фаланги.
А ещё часто можно увидеть лисицу, зайца, ежа.
Также, у побережья обитает барабулька, морской язык, калкан, катран, горбыль, скорпена, кефаль, бычки, морской налим, ставрида, морской дракончик, на глубине более 7—10 метров — морская лисица и скат-хвостокол.

## Флора
Растительность побережья Лисьей бухты небогата и представлена в основном невысокими деревьями и кустарниками. В предгорьях растет эфедра, каперсы. На склонах гор иногда встречаются дубовые рощи.

## Статус Лисьей бухты
Решением Верховной Рады Крыма № 659-5/07 от 21.11.2007 территория общей площадью 1560 га, расположенная за пределами населённых пунктов Солнечнодолинского сельского совета (г. Судак) и Щебетовского поселкового совета (г. Феодосия), была объявлена ландшафтным заказником местного значения «Лисья бухта — Эчки-Даг». Это решение воспрепятствовало началу строительства в Лисьей бухте строительной компанией ТММ рекреационного комплекса на 5000 мест, о чём у компании была договорённость с Феодосийским горсоветом и Щебетовским поссоветом.
Решение Верховной Рады Крыма № 970-5/08 от 17.09.2008 изменило статус ландшафтного заказника местного значения «Лисья бухта – Эчки-Даг» на менее строгий согласно Закону Украины «О природно-заповедном фонде» статус — региональный ландшафтный парк. Чем, фактически, разрешила строительство в Лисьей бухте, поскольку в региональных ландшафтных парках допускается создание зон регулярной рекреации (туризм), стационарной рекреации (пансионаты, дома отдыха), а также хозяйственных зон (с широким определением). Однако, строительство рекреационного комплекса начато не было — видимо, по причине начавшегося осенью 2008 года мирового финансового кризиса.
Согласно проекту рекреационного комплекса, в Зелёнке должен быть построен санаторий, в Шакалке — аквапарк. Независимое исследование почв региона Санкт-Петербургскими геологами на предмет литосферных сдвигов, выявили несостоятельность проекта застройки территории Лисьей бухты.